# Serghei Țvetcov
Serghei Țvetcov (Chisinau, 29 december 1988) is een Roemeens voormalig wielrenner die tot 2014 reed met een Moldavische licentie.

## Biografie

### Het begin
Țvetcov startte zijn carrière op zijn veertiende, bij het Moldavische nationale team. In 2008 reed hij voor het Roemeense Olimpic Team Autoconstruct. Hij maakte de overstap naar het continentale Tusnad Cycling Team, waar hij twee seizoenen zou blijven.

### Verenigde Staten
Țvetcov won bij een loterij een Green Card, een verblijfsvergunning voor onbepaalde tijd van de Verenigde Staten. In 2011 verhuisde hij naar de V.S. en vond een plaats bij het in Indiana gevestigde regionale team AeroCat Cycling. Zijn resultaten van dat jaar grepen de aandacht van Jelly Belly-manager Danny Van Haute, maar Țvetcov tekende een contract bij Team Exergy voor het seizoen 2012. Toen Exergy na dat seizoen ophield te bestaan greep Van Haute alsnog zijn kans en contracteerde de Moldaviër.
In 2014 brak Țvetcov definitief door met meerdere ereplaatsen, voornamelijk in Noord-Amerika. Hij won de tijdrit in de Ronde van de Gila en werd onder meer derde in het eindklassement van zowel de Tour de Beauce als de USA Pro Challenge. In de proloog van de Ronde van Alberta werd hij tweede achter de Nederlander Tom Dumoulin. Zijn goede resultaten leverden hem een plek op in de Roemeense selectie voor de wereldkampioenschappen. In de tijdrit werd hij 44e, de wegrit reed hij niet uit.

### Terug naar Europa
Ondanks aanbiedingen van verschillende World Tour-teams tekende Țvetcov, op advies van zijn zaakwaarnemer Baden Cooke, een contract voor twee seizoenen bij het Italiaanse Androni Giocattoli. In zijn eerste seizoen in Italiaanse dienst reed hij onder meer Milaan-San Remo. Daarnaast was hij samen met Eduard-Michael Grosu de eerste Roemeen die deelnam aan de Ronde van Italië. In juni won hij zowel het nationaal kampioenschap tijdrijden als die op de weg, waarna hij in augustus de tijdrit in de Ronde van Szeklerland op zijn naam schreef.
In 2016 nam Țvetcov wederom deel aan Milaan-San Remo en verlengde hij zijn nationale tijdrittitel. In augustus nam hij deel aan de wegwedstrijd op de Olympische Spelen in Rio de Janeiro, maar reed deze niet uit.

### Tweede periode bij Jelly Belly
In 2017 keerde Țvetcov, na twee seizoenen in Italiaanse dienst, terug bij Jelly Belly p/b Maxxis. In maart werd hij, met een achterstand van 23 seconden op winnaar Evan Huffman, tweede in het eindklassement van de Ronde van de Gila. Na een tiende plaats in het eindklassement van de Grote Prijs van Saguenay, een vijfde in dat van de Cascade Cycling Classic, een derde in dat van de Ronde van Utah en een tweede in dat van de Colorado Classic stond Țvetcov op de tweede plaats in het klassement van de UCI America Tour. Dankzij zijn veertiende plaats in het eindklassement van de Ronde van Alberta, de laatste wedstrijd in de America Tour, nam hij begin september de leiding over van Robin Carpenter en won hij het klassement. In oktober werd hij nog zevende in het eindklassement van de Ronde van het Taihu-meer.

### Tweede kans op procontinentaal niveau
In 2018 maakte Țvetcov de overstap naar UnitedHealthcare Professional Cycling Team. In april van dat jaar won hij de derde etappe, een individuele tijdrit, in de Ronde van de Gila. 2018 werd qua overwinningen zijn succesvolste jaar met later nog onder meer zeges in de Ronde van Korea en die van Roemenië. Vanaf 2019 ging hij terug naar continentaal niveau. Tussen 2019 en 2023 werd hij nog driemaal Roemeens kampioen tijdrijden en tweemaal op de weg. In 2023 stopte hij met wielrennen op de weg.

## Overwinningen
2007
 Moldavisch kampioen tijdrijden, Elite
 Moldavisch kampioenschap tijdrijden, Elite
2009
 Moldavisch kampioen tijdrijden, Elite
2010
 Moldavisch kampioenschap tijdrijden, Elite
 Moldavisch kampioenschap op de weg, Elite
2013
2e en 3e etappe Cascade Cycling Classic
Eindklassement Cascade Cycling Classic
2014
3e etappe Ronde van de Gila
2e etappe Cascade Cycling Classic
Eindklassement Cascade Cycling Classic
2015
 Roemeens kampioen tijdrijden, Elite
 Roemeens kampioen op de weg, Elite
3e etappe deel A Ronde van Szeklerland
2016
 Roemeens kampioen tijdrijden, Elite
Roemeens kampioenschap op de weg, Elite
2017
3e etappe Colorado Classic
Bergklassement Colorado Classic
Eindklassement UCI America Tour
2018
3e etappe Ronde van de Gila
3e etappe Ronde van Korea
Eindklassement Ronde van Korea
3e etappe deel A Ronde van Beauce
Puntenklassement Ronde van Beauce
Chrono Kristin Armstrong
2e etappe Ronde van Roemenië
Eindklassement Ronde van Roemenië
2019
3e etappe Ronde van de Gila (individuele tijdrit)
3e etappe deel A Ronde van Beauce (individuele tijdrit)
 Roemeens kampioen tijdrijden, Elite
Chrono Kristin Armstrong
Bergklassement Ronde van Roemenië
2020
3e etappe deel A Ronde van Szeklerland
 Roemeens kampioen tijdrijden, Elite
 Roemeens kampioenschap op de weg, Elite
2021
 Roemeens kampioen tijdrijden, Elite
 Roemeens kampioen op de weg, Elite
2022
 Roemeens kampioenschap op de weg, Elite
2023
 Roemeens kampioen op de weg, Elite
 Roemeens kampioenschap tijdrijden, Elite

## Resultaten in voornaamste wedstrijden
| Jaar | Ronde van Italië | Ronde van Frankrijk | Ronde van Spanje |
| ---- | ---------------- | ------------------- | ---------------- |
| 2013 |                  |                     |                  |
| 2014 |                  |                     |                  |
| 2015 | 139e             |                     |                  |
| 2016 |                  |                     |                  |
| 2017 |                  |                     |                  |
| 2018 |                  |                     |                  |

| Jaar | Milaan-San Remo | Ronde van Lombardije |  | WK op de weg |
| ---- | --------------- | -------------------- |  | ------------ |
| 2013 |                 |                      |  | opgave       |
| 2014 |                 |                      |  | opgave       |
| 2015 | 126e            |                      |  | opgave       |
| 2016 | 155e            | opgave               |  |              |
| 2017 |                 |                      |  | opgave       |
| 2018 |                 |                      |  | opgave       |

## Ploegen
- 2008 –  Olimpic Team Autoconstruct
- 2009 –  Tusnad Cycling Team (vanaf 31-8)
- 2010 –  Tusnad Cycling Team
- 2012 –  Team Exergy
- 2013 –  Jelly Belly p/b Kenda (vanaf 1-4)
- 2014 –  Jelly Belly p/b Maxxis
- 2015 –  Androni Giocattoli-Sidermec
- 2016 –  Androni Giocattoli-Sidermec
- 2017 –  Jelly Belly p/b Maxxis
- 2018 –  UnitedHealthcare Professional Cycling Team
- 2019 –  Floyd's Pro Cycling
- 2020 –  Team Sapura Cycling
- 2021 –  Wildlife Generation Pro Cycling
- 2022 –  Wildlife Generation Pro Cycling
- 2023 –  Denver Disruptors (t.m. 31 augustus)
- 2023 –  Hengxiang Cycling Team (v.a. 1 september)
- 2024 –  Above & Beyond Cancer Cycling p/b Bike World

Appollonio · Bandiera · Benfatto · Chicchi · Dall'Antonia · Ebsen · Frapporti · Gálviz · Gatto · Giménez · Godoy · Nardin · Padour · Pellizotti · Rodríguez · Sella · Stortoni · Taborre · Taliani · Tvetcov · Zilioli · Zordan · Barbero (stagiair) · Viel (stagiair) · Viola (stagiair)
Bandiera · Benfatto · Bernal · Cecchinel · Chicchi · Dall'Antonia · Frapporti · Gavazzi · Nardin · Pacioni · Pellizotti · Ratto · Selvaggi · Taliani · Torres · Țvetcov · Viganò · Bonusi (stagiair) · De Marchi (stagiair) · Gasparrini (stagiair)
Bennett · Berry · Castillo · Cheyne · Morton · Rathe · Sheehan · Shelden · Swirbul · Țvetcov · Wolfe
Acevedo · Alzate · Cataford · Clarke · Eaton · Haedo · Hegyvary · Jaramillo · Keough · Mannion · Marcotte · McCabe · Norris · Putt · Țvetcov · Velázquez